# Down House

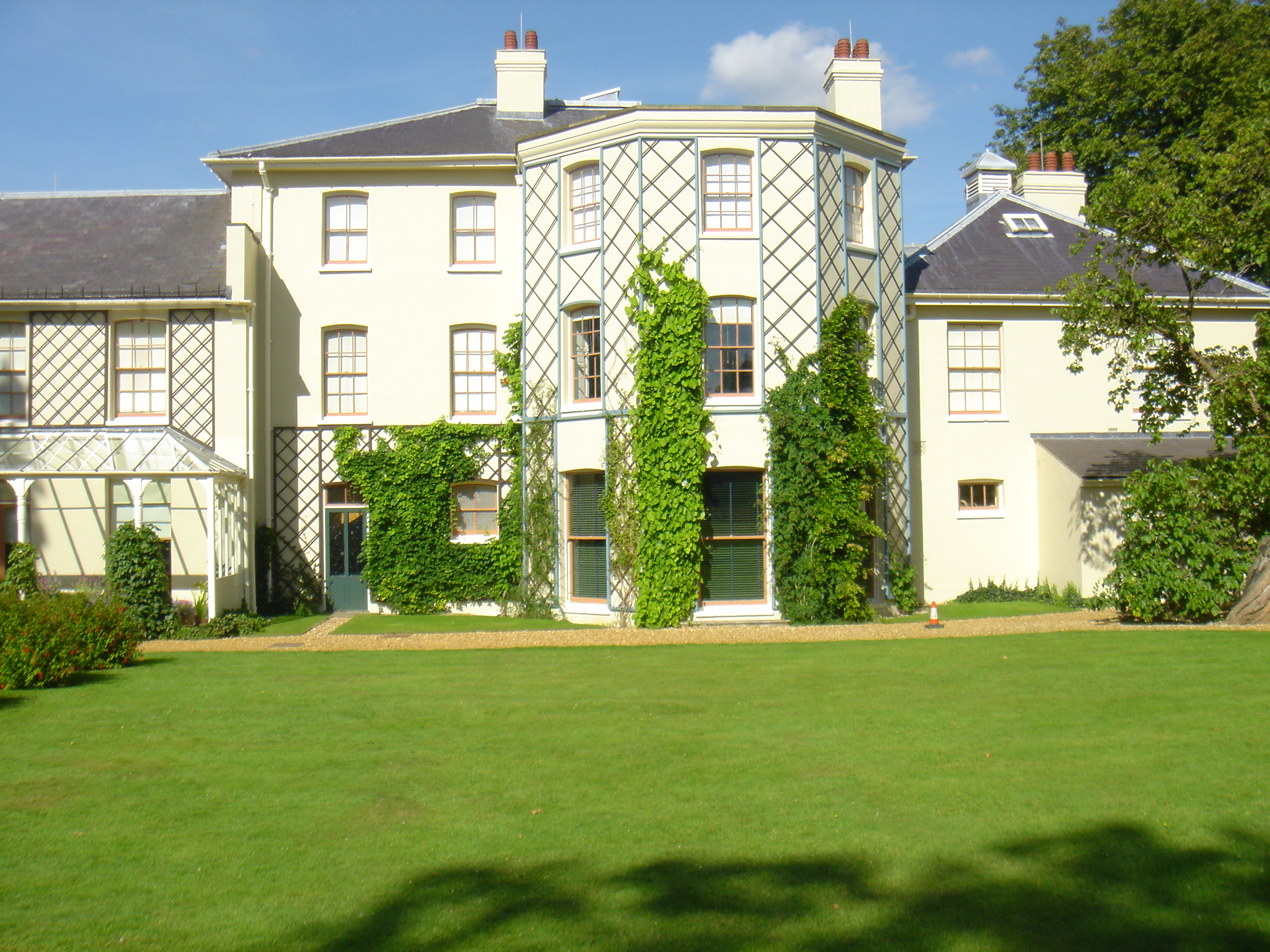
Down House.

Down House fue la casa del naturalista inglés Charles Darwin y su familia. Está ubicada en Downe, municipio situado en el distrito londinense de Bromley a 22,9 kilómetros al sureste de Charing Cross. Fue en esta casa y en sus jardines donde Darwin trabajó sus teorías acerca de la evolución a través del mecanismo de la selección natural. Actualmente es un museo dependiente del English Heritage.

## Historia de Down House
Down House fue construida originariamente como una casa de labranza alrededor de 1650 y fue ampliada en 1778. 

### Charles Darwin en Down House

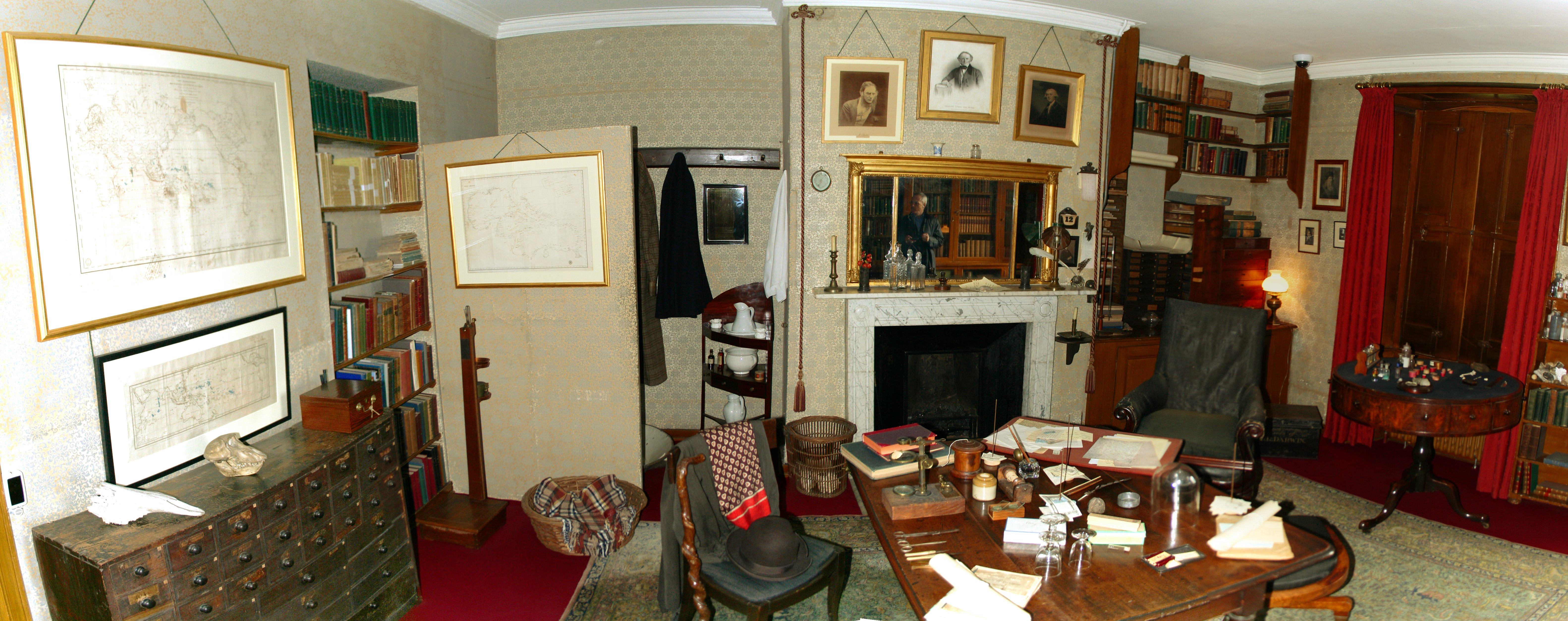
Estudio de Charles Darwin en Down House.

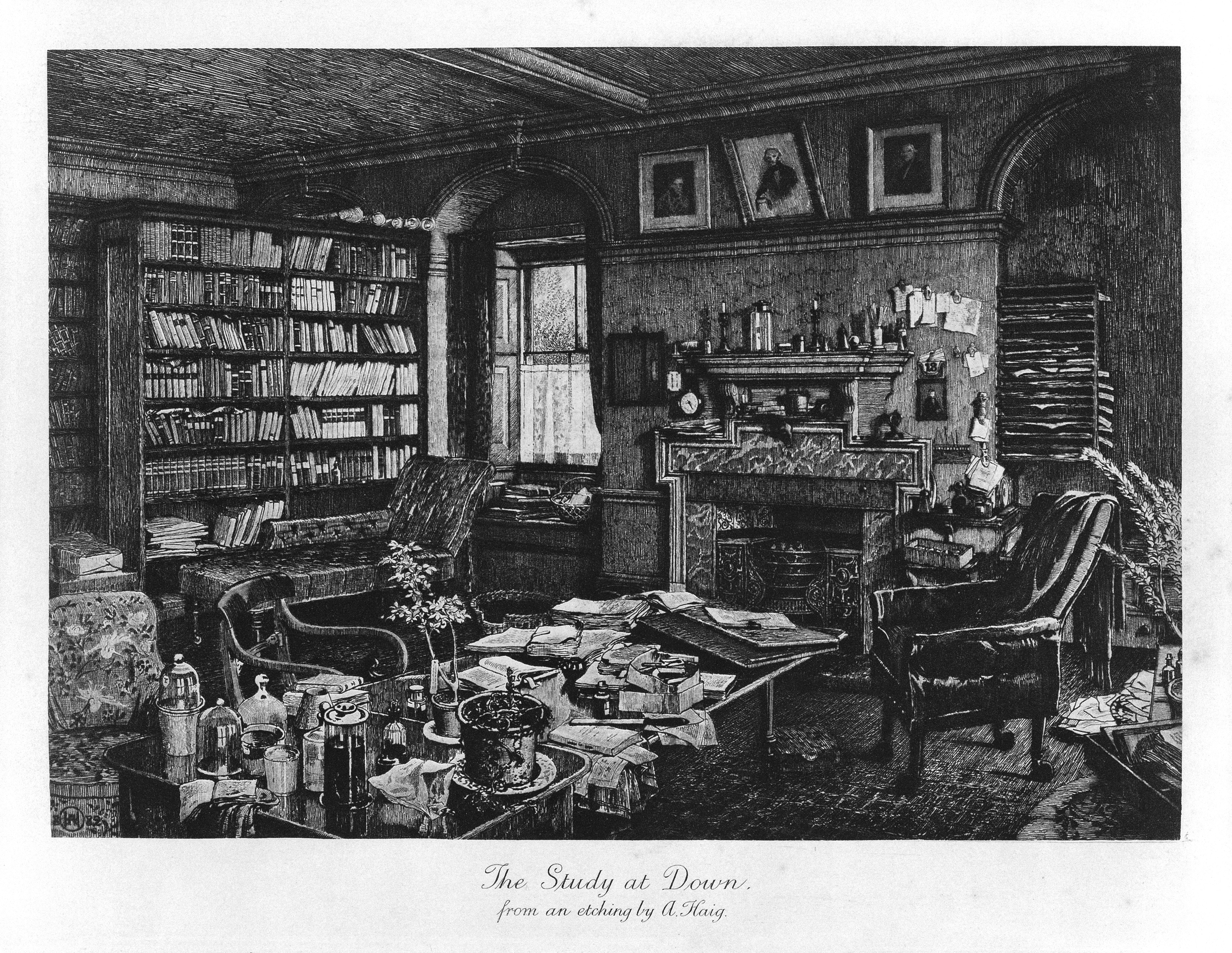
Estudio de Charles Darwin en Down House. Grabado de Axel H. Haig de 1882 (año del fallecimiento de Darwin)

Charles Darwin se trasladó de Londres a Downe el 14 de septiembre de 1842, pueblo situado en las afueras de la capital. Compró Down House por 2200 £, aunque inicialmente el reverendo James Drummond le pidió 2.500 £. Su familia estaba compuesta entonces por su mujer Emma Darwin y sus hijos William Erasmus (nacido en 1839) y Anne Darwin (nacida en 1841). Emma llegó en avanzado estado de gestación, dando a luz el 23 de septiembre a Mary Eleanor. Su tercer hijo falleció el 18 de octubre de ese mismo año, sin haber alcanzado su primer mes de vida. 
Los otros hijos que tuvo el matrimonio nacieron en la misma casa: "Etty" (1843), George (1845), "Bessy" (1847), Francis (1848), Leonard (1850), Horace (1851) y Charles Waring Darwin (1856).
La casa sufrió diversas reformas. El 24 de marzo de 1843 comenzaron las obras de construcción de una ventana en saliente en la fachada; en 1849 tuvo construido un camino de tierra para continuar los ejercicios recomendados por el tratamiento de hidroterapia del doctor Gully; en 1858 se añadió una nueva sala así como una extensión del vestíbulo principal; la antigua sala se convirtió en un comedor, siendo el comedor original transformado en una sala de billar. 
El interés de Darwin en las orquídeas le llevó a construir un nuevo invernadero en febrero de 1863. En 1872 se añadió una veranda en el lado del comedor; en 1877 se añadieron un estudio nuevo, un vestíbulo y un porche de estilo georgiano; en ese mismo año, el antiguo estudio donde se escribió El Origen de las Especies se convirtió en una sala de fumadores.
Darwin murió en Down House el 19 de abril de 1882 (a la edad de 73 años), al igual que su esposa Emma, en 1896.

### Internado de Downe
De 1907 a 1922, Down House fue convertido en un internado de niñas, dirigido por Miss Olive Willis (1877-1953).

### Un museo a Darwin
La casa fue comprada en 1927 por el cirujano Sir George Buckstone Browne (1850-1945) quien se la entregó a la Asociación Británica para el Avance de la Ciencia, junto con una donación, para asegurar su conservación como testimonio y honor a Charles Darwin, abriéndose formalmente como museo el 7 de junio de 1929. La donación de Buckstone Browne fue insuficiente, lo que, unido al elevado coste de su mantenimiento, llevó a la Asociación Británica a donar la casa al Real Colegio de Cirujanos de Inglaterra. En 1962, Sir Hedley Atkins (1905-1983), último Presidente del Real Colegio de Cirujanos, se mudó a Down House junto a su mujer adquiriendo el papel de conservador honorario.

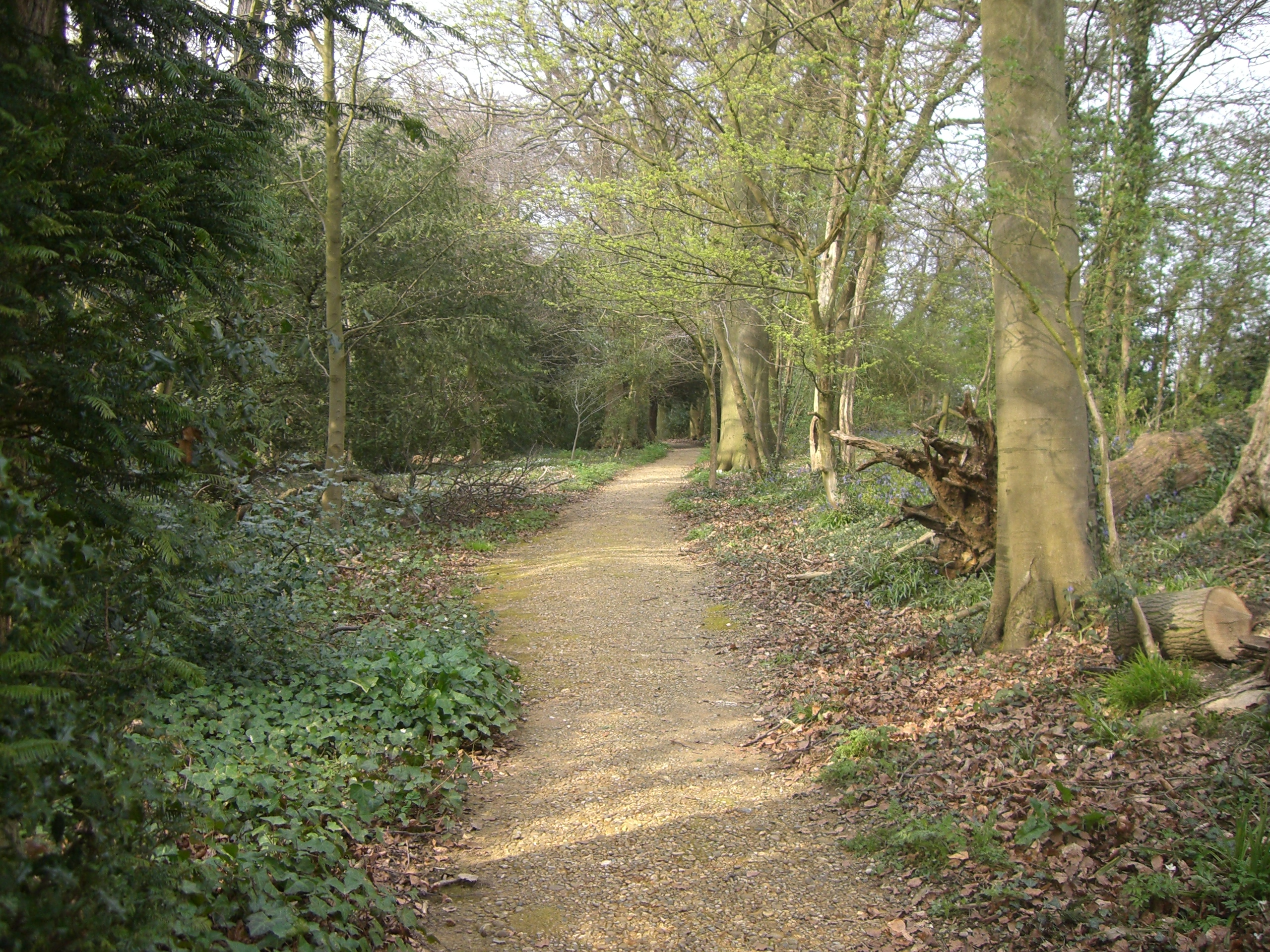
Camino usado por Darwin para meditar y caminar.
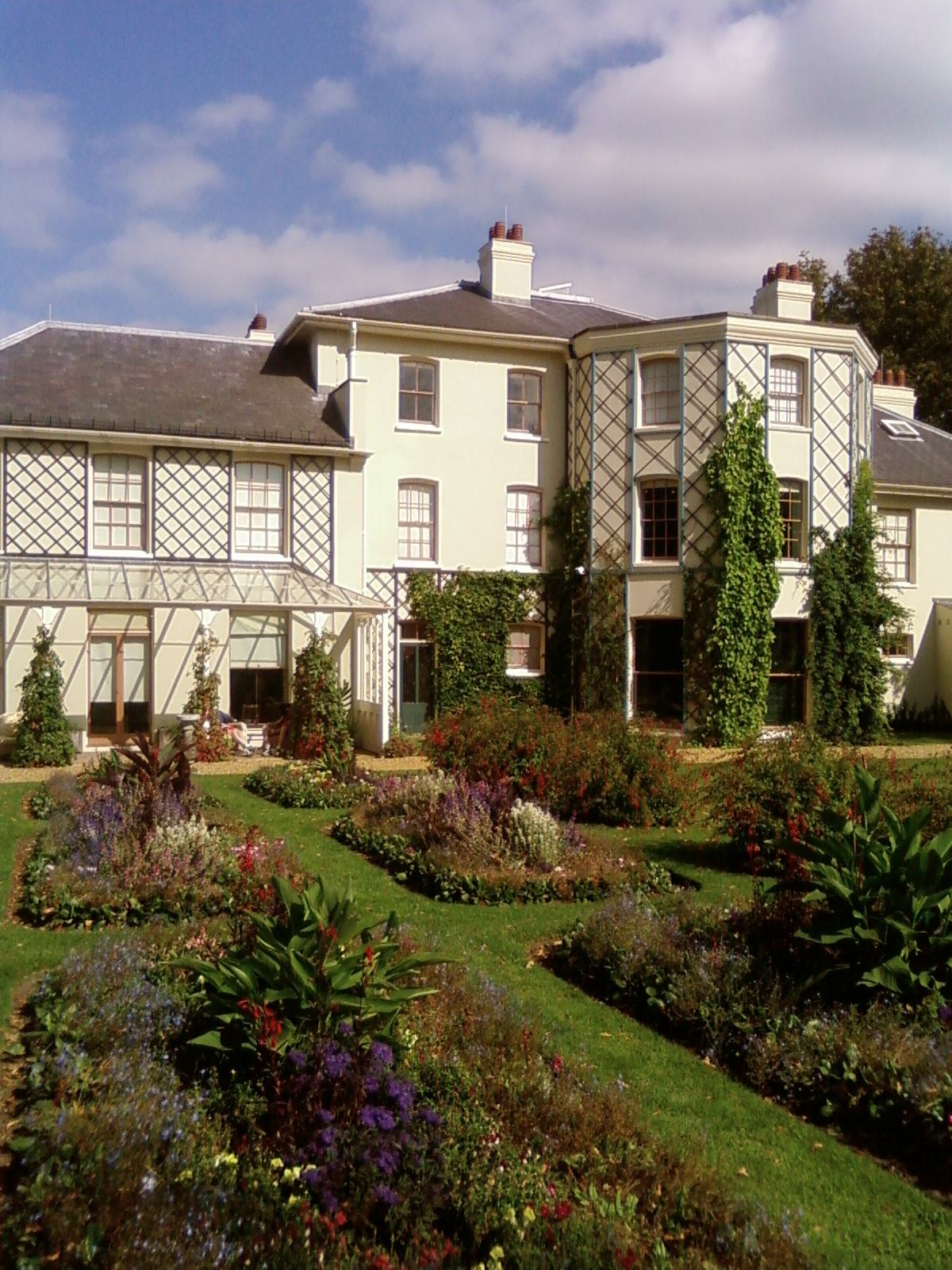
Down House, actualmente como museo.
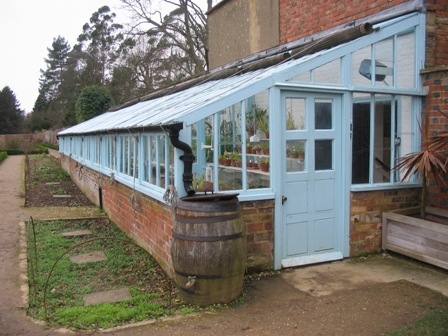
Invernadero donde realizaba sus experimentos bótanicos Charles Darwin.

### Down House en la actualidad
Down House fue adquirido en 1996 por el English Heritage con subvención del Wellcome Trust. Fue restaurado con fondos recaudados por el Museo de Historia Natural de Londres y del Heritage Lottery Fund, y reabierto al público en abril de 1998. Down House fue propuesta por el gobierno, junto con sus alrededores, a Patrimonio Mundial de la Humanidad. Se realizó una consulta pública en 2006. En 2007, el Consejo Internacional de Monumentos y Yacimientos avisó al gobierno de que la casa no cumplía con todos los criterios para ser nombrada lugar científico, por lo que el mismo gobierno lo pospuso para realizar un nuevo intento en enero de 2009. La decisión se tomará en verano de 2010.
Down House está abierto de miércoles a domingo desde abril hasta finales de octubre, con la abertura diaria durante los meses de julio y agosto. El sitio está cerrado entre semana desde noviembre hasta finales de marzo, con la apertura solo fines de semana.

Vista panorámica de Down House en la actualidad.